# Железнодорожные войска СССР

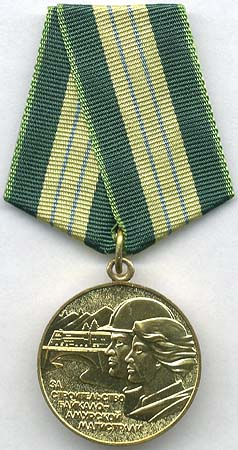
Медаль «За строительство Байкало-Амурской магистрали».

Железнодорожные войска СССР — специальные войска (железнодорожные) в составе Тыла Вооружённых сил СССР (до марта 1989 года).
ЖДВ были предназначены для железнодорожного обеспечения ВС Союза ССР (выполнения всех работ по проектированию, постройке, эксплуатации, обслуживанию и восстановлению железнодорожной сети, в мирное и военное время). В состав железнодорожных войск входили органы управления, соединения, части, заведения, учреждения и предприятия.

## История
История Железнодорожных войск неразрывно связана с историей Российского государства, его вооружённых сил, железнодорожного транспорта России. Все эти годы военные железнодорожники вносили и вносят значительный вклад в укрепление обороноспособности государства и страны и развитие её транспортной инфраструктуры.

### Досоветский период
Первые формирования железнодорожных войск в Российской империи были созданы 6 августа 1851 года, когда император Николай I утвердил Положение о составе управления Санкт-Петербурго-Московской железной дороги, в соответствии с которым были созданы первые специальные воинские формирования для охраны и эксплуатации железной дороги — 14 отдельных военно-рабочих, две кондукторские и одна телеграфическая роты. А первые железно-дорожные части были учреждены в 1870 году, с общей численностью личного состава не свыше 1 000 человек, в виде военных железно-дорожных команд, которые по особому расписанию состояли при железных дорогах империи. В Москве, в 1876 году, был сформирован военно-дорожный батальон из числа нижних чинов военных железно-дорожных команд, в составе командования, двух строительных и двух эксплуатационных рот, в этом же году военно-дорожный батальон включен в состав бывшей 3-й сапёрной бригады, с наименованием 3-й железно-дорожный батальон.
Первым серьёзным испытанием для российских железнодорожников стала русско-турецкая война 1877—1878 годов, во время которой ими была построена специально для снабжения Дунайской армии железнодорожная ветка Бендеры — Галац и обеспечено бесперебойное движение по ней на протяжении всей войны.
Солдаты и офицеры железнодорожных войск Российской императорской армии участвовали во всех войнах и вооружённых конфликтах, выпавших на долю Российской империи, строительстве стратегических для государства железнодорожных магистралей, а также в ликвидации последствий стихийных бедствий, аварий и катастроф на железных дорогах страны.
В организационном порядке железнодорожные войска с момента создания и вплоть до начала русско-японской войны 1904—1905 годов, являлись составной частью инженерных войск и находились в подчинении Главного инженерного управления Военного министерства Российской империи. В 1905 году железнодорожные войска были выделены из состава инженерных войск и выведены из подчинения Главного инженерного управления с подчинением Управлению военных сообщений (ВОСО) при Главном штабе Русской императорской армии.
Во время Первой мировой войны железнодорожные войска построили около 300 километров ширококолейных железных дорог и до 4 000 километров узкоколейных, восстановили более 4 600 километров путей.

### Советский период
С падением царского режима, после переворота (революции), произошло полное разрушение прежней выстроенной организации вооружённых сил России. Железнодорожные войска бывшей Русской императорской армии перестали существовать. Этому способствовал декрет, изданный Всероссийским центральным исполнительным комитетом от 27 января 1918 года, когда было утверждено решение Всероссийского съезда Железнодорожных войск об их расформировании и передаче имущества и личного состава Народному комиссариату путей сообщения. К началу июня того же года железнодорожные войска перестали существовать.
Железнодорожные войска СССР были созданы на основании Приказа № 41 от 5 октября 1918 года Главнокомандующего всеми вооруженными силами Советской Республики.
В конце 1920-х годов военные железнодорожники вернулись к проекту железной дороги через северный берег Байкала на Дальний Восток, так называемый сейчас БАМ, и провели топографическую разведку будущей Ж/Д магистрали. Железной дорога планировалась как часть Великого Северного железнодорожного пути от Баренцева моря до Татарского пролива. Но локальные конфликты в мире (Испания, Австрия, Чехословакия, Монголия, и так далее) а затем и Вторая мировая война помешали мирному строительству в государстве.

### Великая Отечественная война
К началу Великой Отечественной войны численность железнодорожных войск составляла 169 967 человек. С первых дней войны военные железнодорожники выполняли боевые задачи по заграждению и техническому прикрытию железных дорог. В ходе немецкого наступления ими было взорвано 2 871 железнодорожный мост, 18 922 километра рельс (в однопутном исчислении), 6 579 километров линий связи, почти 27 тысяч стрелочных переводов, огромное количество служебно-технических зданий, станционных водокачек и других сооружений.
Железнодорожные части и соединения особенно отличились при обороне Москвы и Ленинграда, в битвах под Сталинградом и на Курской дуге, во время стратегических операций фронтов на Украине, в Белоруссии, Молдавии и Прибалтике, в странах Восточной Европы и Германии.
С началом контрнаступления наших войск под Москвой воины-железнодорожники начали восстановительные работы, которые приобрели огромный размах с началом всеобщего наступления Красной Армии. Всего за годы Великой Отечественной войны Железнодорожными войсками совместно со спецформированиями Народного комиссариата путей сообщения было восстановлено и построено (в том числе и на освобождённой территории государств Восточной Европы) почти 120 тыс. км главных, вторых и станционных путей, почти 77 тысяч стрелочных переводов, почти 15 тысяч железнодорожных мостов, 46 туннелей, почти 71 000 километров столбовых линий связи, 7 990 станций и разъездов, 182 паровозных депо, 2 345 пунктов водоснабжения локомотивов и другие объекты. Кроме того, на объектах железнодорожного транспорта минеры Железнодорожных войск обезвредили и уничтожили 511 951 противотанковую мину, 762 837 противопехотных мин, 18 627 фугасов, 281 мину замедленного действия, 59 389 неразорвавшихся авиабомб, 959 328 неразорвавшихся снарядов.
1 февраля 1943 года было принято Постановление ГКО СССР об утверждении штатной численности железнодорожных войск.
Во время войны военные железнодорожники занимались не только строительством и восстановлением железных дорог, но и их эксплуатацией за пределами СССР. Так, в Иране действовало военно-эксплуатационное отделение № 17 на железнодорожной линии Джульфа—Тебриз, которая была одним из участков иранского маршрута ленд-лиза. В 1944 году в связи с наступлением советских войск и переходом ими границ СССР потребовалось  обеспечить эксплуатацию железных дорог сопредельных стран Европы для снабжения советских войск всем необходимым. Для управления эксплуатацией железных дорог государств, занятых советскими войсками, и освобожденных союзных государств по приказу НКПС № СС 1057-0030/Ц от 4 декабря 1944 г. были созданы 6 военно-эксплуатационных управлений (ВЭУ). По мере восстановления участков железных дорог в ходе наступления советских войск их принимали во временную эксплуатацию части железнодорожных войск, которые затем передавали их военно-эксплуатационным формированиям НКПС. Особое значение при этом имели железные дороги Польши. В Польше отдельные железнодорожные линии (фактически по одной магистральной ветке для каждого фронта) перешивались на стандарт 1 524 мм для обеспечения скорейшего продвижения советских войск, а также для вывоза силезского угля для нужд железных дорог и экономики западных областей СССР. Железнодорожная сеть Польши обслуживалась, в основном, польскими железнодорожниками, но участки польских железных дорог в 50-километровой зоне от линии фронта эксплуатировались только советскими военно-эксплуатационными железнодорожными подразделениями. 25 апреля 1945 года, когда еще шли бои за Берлин, в столицу Германии прибыл первый советский железнодорожный состав с солдатами и техникой. Его вёл машинист 29-й железнодорожной бригады Андрей Егорович Лесников.
Потери за время войны в Железнодорожных войсках составили 118 708 человек, в том числе убитых — 5,5 %, пропавших без вести — 27,8 %, больных и раненых — 66,7 %.

### Послевоенное время
Участвуя в послевоенном восстановлении страны, войска сыграли значительную роль во вводе в строй действующих железнодорожных направлений: Москва — Донбасс, Москва — Кавказ, Москва — Львов, Москва — Брест, реконструкции многих участков железных дорог Подмосковья, Украины, Белоруссии и Прибалтики.
Военные железнодорожники внесли значительный вклад в строительство крупнейших транспортных магистралей Кизел — Пермь, Усть-Каменогорск — Зыряновск, Тюмень — Сургут, Ивдель — Обь, Абакан — Тайшет, Трансмонгольской магистрали. Каждый девятый километр железных дорог в Советском Союзе был электрифицирован военными железнодорожниками.
Важнейшим этапом в истории Железнодорожных войск стало их участие в строительстве Байкало-Амурской магистрали, где за период с 1974 по 1989 гг. личным составом уложено около 1,5 тыс. км главного пути, выполнено 220 миллионов кубических метров земляных работ, построено 1227 мостов и искусственных сооружений.
Главными результатами деятельности железнодорожных частей и соединений на всех послевоенных стройках стал рост их боевой и мобилизационной готовности, приобретение личным составом бесценного опыта выполнения значительных объемов строительно-монтажных работ в сложных природно-климатических условиях.
Железнодорожные войска как высокомобильные и хорошо подготовленные формирования неоднократно привлекались к ликвидации последствий стихийных бедствий, аварий и катастроф на железных дорогах и всегда в полном объеме решали поставленные задачи.
Так, после аварии на Чернобыльской АЭС воины-железнодорожники в кратчайшие сроки построили подъездные пути, что позволило строителям более быстрыми темпами возвести над аварийным энергоблоком станции саркофаг. После землетрясения в Армении подразделения войск уже через три дня восстановили железнодорожные перегоны, обеспечив эвакуацию пострадавшего населения и доставку в район бедствия необходимой помощи.
Железнодорожные войска в плане производственной деятельности подчинялись непосредственно Министерству путей сообщения СССР. А в плане устройства и службы войск, боевой, политической, специальной и мобилизационной готовности они подчинялись Военному министру СССР. С 1954 года ЖДВ СССР подчинялись Министерству транспортного строительства СССР и Главному управлению железнодорожных войск (ГУЖВ).
С 1 февраля 1957 года руководящий орган стал называться Управлением Железнодорожных войск. С 13 января 1965 года оно поменяло название на Центральное управление ЖДВ, а с 23 декабря 1974 года вновь стало называться Главным управлением ЖДВ.
21 марта 1989 года Железнодорожные войска, совместно с Пограничными войсками КГБ СССР и Внутренними войсками МВД СССР, были выведены из состава Вооружённых сил СССР.
В связи с распадом СССР и последовавшим процессом раздела Вооружённых сил СССР, бывшие Железнодорожные войска СССР были разделены между государствами СНГ. Формирования ЖДВ СССР дислоцированные в Украине и Белоруссии, были выведены под юрисдикцию данных государств ещё до распада СССР осенью 1991 года. Последние крупные формирования бывших ЖДВ СССР, чьи управления были дислоцированы на территории Российской Федерации, были выведены под российскую юрисдикцию 18 апреля 1992 года.

## Формирования
В Вооружённых силах СССР к началу 1990-х годов имелось 4 железнодорожных корпуса (ждк):
- 1-й железнодорожный корпус (штаб пгт Чегдомын);
- 2-й железнодорожный корпус (штаб г. Киев);
- 4-й железнодорожный корпус (штаб г. Свердловск);
- 35-й железнодорожный корпус (штаб г. Тында);

В стадии формирования находился 76-й железнодорожный корпус (управление корпуса в г. Волгограде).

## Подготовка специалистов
Подготовка младшего офицерского состава для железнодорожных войск производилась в следующем высшем военном учебном заведении:
- Ленинградское высшее ордена Ленина Краснознамённое училище железнодорожных войск и военных сообщений имени М. В. Фрунзе.

Для дополнительной подготовки офицеров и младших технических специалистов в составе ЖДВ СССР имелись следующие учебные формирования:
- 9-е Высшие Центральные офицерские курсы железнодорожных войск (в/ч 87233, Петродворец, бывший 1-й учебный железнодорожный полк);
- 16-й учебный железнодорожный полк (в/ч 10905,п.Центральный, Горьковская область);
- 27-й учебный железнодорожный Краснознамённый полк имени В. Воровского (в/ч 12670, Волгоград).

## Начальники железнодорожных войск СССР
Список начальников железнодорожных войск СССР:
- Фёдоров, Иван Иванович — 1918—1919;
- Домнин, Евгений Филиппович — 1919—1920;
- генерал-лейтенант технических войск Головко, Владимир Александрович — 1942—1944;
- генерал-лейтенант технических войск Просвиров, Никон Андреевич — 1944—1945;
- генерал-полковник технических войск Кабанов, Павел Алексеевич — 1945—1968;
- генерал-полковник технических войск Крюков, Алексей Михайлович — 1968—1983;
- генерал-полковник Макарцев, Михаил Константинович — 1983—1992.

### Знаки различия

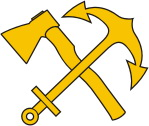
Петличная эмблема железнодорожных войск РККА образца 1922 года[21].
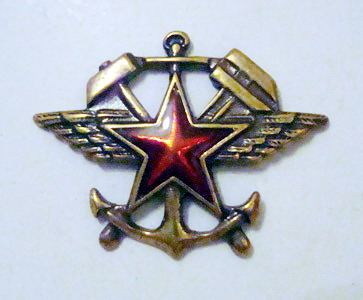
Эмблема железнодорожных войск и ВОСО СССР и Российской Федерации (1936—1998)[22][23].